# Vinicius Cirqueira
Vinícius Clementino Cirqueira (Goiânia, 22 de julho de 1984) é um político brasileiro, filiado ao Partido Republicano da Ordem Social (PROS). Atualmente, é deputado estadual de Goiás.